# Jacint Dunyó i Clarà
Jacint «Cinto» Dunyó i Clarà (Badalona, 1924-1982) va ser un historiador, periodista i cooperativista català.
Membre del Centre Excursionista de Badalona, va ser una figura important en les excavacions arqueològiques anteriors a la creació del Museu de Badalona el 1955, del qual en fou un dels principals impulsors i on ocupà el càrrec de secretari del Patronat. Així mateix fou un dels fundadors i col·laboradors habituals de la revista de temàtiques locals Carrer dels Arbres, que és publicada pel museu des de 1979. Altrament estigué vinculat a l'Orfeó Badaloní des de la dècada de 1950 i contribuí a la recuperació del català a l'entitat coral. Fou un dels impulsors del moviment cooperativista des del cristianisme de base. A la seva mort es va crear una menció amb el seu nom que s'atorga a persones destacades en l'àmbit cultural. També la revista Cooperació Catalana, que forma part de la Fundació Roca i Galès, atorga un premi periodístic amb el seu nom.